# Ёсида, Ёсисигэ
Ёсисигэ Ёсида (яп. 吉田 喜重 Ёсида Ёсисигэ, 16 февраля 1933, Фукуи, Фукуи, Японская империя — 8 декабря 2022, Сибуя, Токио, Япония), также известен как Кидзю Ёсида (по «онному» чтению тех же иероглифов личного имени)) — японский кинорежиссёр и сценарист. Считается одним из самых художественно амбициозных, политически проницательных и влиятельных режиссёров послевоенного авторского японского кинематографа, наряду с Нагисой Осимой и Масахиро Синодой был одним из ярких представителей так называемой «Новой волны „Офуна“» (течения молодых кинематографистов студии «Офуна» кинокомпании «Сётику», возникшем на рубеже 1950-х — 1960-х годов).

## Биография

### Ранние годы
Ёсида родился в городе Фукуи в семье инженера. После окончания средней школы в 1947 году юноша поступил в специальное учебное заведение с углублённым изучением французского языка. Ещё в школьные годы он начал писать стихи и пьесы, и одно из его стихотворений получило Золотой приз на конкурсе радиовещательной компании Эн-Эйч-Кей.
В 1951 году Ёсида поступил на филологический факультет Токийского университета, где избрал своей специальностью французскую литературу. Уже в студенческие годы он написал роман, а также стал с группой однокашников издавать журнал «Косо» («Идеи»). О какой бы то ни было работе в кино он и не задумывался, да и кинематографом особо не интересовался, решив посвятить себя изучению французской литературы. Однако в 1955 году, после смерти отца, ему пришлось задуматься, как прокормить оставшихся младших братьев, и он в поисках работы находит место на студии «Офуна», принадлежащей компании «Сётику».

### Карьера в кино
Среди его сверстников и коллег, работавших в то время на студии «Офуна», были Нагиса Осима, Цутому Тамура и другие, которые, объединившись, начали издавать журнал «Ситинин» («Семеро»), где печатали собственные киносценарии. Опубликованный в одном из номеров сценарий Ёсиды «Надгробие на берегу моря» привлёк знаменитого режиссёра студии Кэйсукэ Киноситу, который возьмёт начинающего кинематографиста под свою опеку, сделав его своим ассистентом. В течение пяти лет Ёсида проработает ассистентом режиссёра у Киноситы, пока в 1960 году не дебютирует самостоятельной постановкой «Никчёмный человек». Героями его дебютной киноленты стали четверо молодых парней, находящихся на распутье, проводящих жизнь в праздности и бездуховности, что неминуемо приведёт их к преступлению. Время создания и выпуска фильма на киноэкраны совпало с выходом нескольких дебютов молодых студийных кинематографистов, что позволило заговорить о появлении "Новой волны студии «Офуна» (по аналогии с появившейся в те же годы «Новой волной» во французском кино). Кроме Ёсиды, к группе режиссёров, которых критика относила к "Новой волне «Офуна», причислялись также Нагиса Осима, Масахиро Синода, Ёдзи Ямада и др. Когда и на других студиях, или вне студийной системы, среди независимых кинематографистов появились ещё дебютанты, бросавшие вызов традиционному кинематографу, то движение это уже стали называть не "Новой волной «Офуна», а «Новой волной японского кино».
В 1962 году на студию «Офуна» пришла уже известная актриса Марико Окада, дочь рано ушедшего из жизни звезды немого кино Токихико Окады с предложением экранизации романа Синдзи Фудзибары «Горячие источники Акицу». Ёсида берётся за эту работу, а спустя два года он и Марико Окада регистрируют свои отношения. С тех пор актриса стала не только супругой режиссёра, но и его музой, неизменно исполняя главные роли в его постановках.
В 1964 году, после того как руководству компании «Сётику» не понравится концовка его фильма «Прочь из Японии!» и без ведома режиссёра финальные сцены были изъяты, Ёсида покинул студию, создав в 1966 году собственную продюсерскую фирму Gendai Eigasha (Общество современного кино).
В своих фильмах режиссёр, используя стилистику авторского интеллектуального кинематографа, часто обращается к прошлому, тесно переплетая политику и секс. Наиболее яркой и обсуждаемой его работой стала кинолента «Эрос + убийство» (1969), поставленная на материале жизни известного анархиста Сакаэ Осуги, выступавшего среди прочего за свободную любовь и отрицание моногамии.
После провала в 1973 году его фильма «Военное положение», режиссёр уедет на несколько лет в Мексику для разработки нового сценария, но по экономическим соображениям проект будет закрыт. После операции на желудке супруга уговорит его покинуть кинематограф и Ёсида ещё долго не выйдет на съёмочную площадку, сделав лишь небольшое исключение в 1977 году для постановки документального фильма «Рассказ о Садахару Оо». Только в 1986 году его первый, после длительного перерыва, фильм «Договор между людьми» будет представлен во внеконкурсном показе Каннского кинофестиваля. Следующая же кинолента «Грозовой перевал» (1988) будет показана уже в конкурсе Канн, номинируясь тем самым на Золотую пальмовую ветвь. С 1990 по 1995 годы Ёсисигэ Ёсида проведёт во Франции, где будет ставить оперные спектакли (среди прочего «Мадам Баттерфляй» в Лионской опере) и снимет несколько документальных лент, в том числе одну из новелл для киноальманаха к 100-летию кино «Люмьер и компания» (1995).
Последняя его работа датирована 2004 годом (новелла, снятая в Бразилии для документального киноальманаха «Добро пожаловать в Сан-Паулу»). Ретроспективные показы его фильмов проходили в 2003 году в рамках 27-го международного кинофестиваля в Сан-Паулу (где состоялась премьера «Добро пожаловать в Сан-Паулу»), в 2008 году (с 26 марта по 19 мая) в Центре Жоржа Помпиду в Париже и в феврале 2010 года на кинофестивале в Роттердаме. С 20 октября по 11 ноября 2016 года ретроспектива фильмов Ёсисигэ Ёсиды была проведена в Государственной Третьяковской галерее в Москве.

## Фильмография
| Фильмография Ёсисигэ Ёсида | Фильмография Ёсисигэ Ёсида                                               | Фильмография Ёсисигэ Ёсида      | Фильмография Ёсисигэ Ёсида    | Фильмография Ёсисигэ Ёсида   | Фильмография Ёсисигэ Ёсида  |
| Год                        | Название по-русски                                                       | Название на ромадзи             | Оригинальное название         | Название по-английски        | Примечание                  |
| -------------------------- | ------------------------------------------------------------------------ | ------------------------------- | ----------------------------- | ---------------------------- | --------------------------- |
| 1960-е годы                |                                                                          |                                 |                               |                              |                             |
| 1960                       | «Никчёмный человек»                                                      | Rokudenashi                     | ろくでなし                    | Good-for-Nothing             | + сценарист                 |
| 1960                       | «Высохшая кровь»                                                         | Chi wa kawaiteru                | 血は渇いてる                  | Blood Is Dry                 | + сценарист                 |
| 1961                       | «Конец сладкой ночи»                                                     | Amai yoru no hate               | 甘い夜の果て                  | Bitter End of a Sweet Night  | + сценарист                 |
| 1962                       | «Источники Акицу»                                                        | Akitsu onsen                    | 秋津温泉                      | Akitsu springs               | + сценарист                 |
| 1963                       | «Восемнадцать молодых людей, вызывающих бурю»                            | Arashi o yobu juhachi-nin       | 嵐を呼ぶ十八人                | 18 Who Cause a Storm         | + сценарист                 |
| 1964                       | «Прочь из Японии!»                                                       | Nihon dasshutsu                 | 日本脱出                      | Escape from japan            | + сценарист                 |
| 1965                       | «История, написанная водой»                                              | Mizu de kakareta monogatari     | 水で書かれた物語              | A Story Written with Water   | + сценарист                 |
| 1966                       | «Дева озера»                                                             | Onna no mizûmi                  | 女のみづうみ                  | Woman Of The Lake            | + сценарист                 |
| 1967                       | «Любовная связь»                                                         | Jôen                            | 情炎                          | The Affair                   | + сценарист                 |
| 1967                       | «Пламя и женщина»                                                        | Honô to onna                    | 炎と女                        | Flame and Women              | + сценарист                 |
| 1968                       | «Мерцание инея»                                                          | Juhyô no yoromeki               | 樹氷のよろめき                | Affair in the Snow           | + сценарист                 |
| 1968                       | «Попрощайся с летним светом»                                             | Saraba natsu no hikari          | さらば夏の光                  | Farewell to the Summer Light | + сценарист                 |
| 1969                       | «Эрос + убийство»                                                        | Erosu purasu Gyakusatsu         | エロス+虐殺                   | Eros + Massacre              | + сценарист и продюсер      |
| 1970-е годы                |                                                                          |                                 |                               |                              |                             |
| 1970                       | «Чистилище героев»                                                       | Rengoku eroica                  | 煉獄エロイカ                  | Heroic purgatory             | + продюсер                  |
| 1971                       | «Трактат: исповедь актрисы»                                              | Kokuhakuteki joyuron            | 告白的女優論                  | Confession, theory, actress  | + сценарист и продюсер      |
| 1973                       | «Военное положение»                                                      | Kaigenrei                       | 戒厳令                        | Coup D’Etat                  | + продюсер                  |
| 1977                       | «Рассказ о Садахару Оо» (документальный)                                 | Биг уан моногатари, Оо Садахару | ＢＩＧ－１物語 王貞治         |                              | + сценарист                 |
| 1980-е годы                |                                                                          |                                 |                               |                              |                             |
| 1986                       | «Договор между людьми»                                                   | Ningen-no yakusoku              | 人間の約束                    | A Promise                    | + сценарист                 |
| 1988                       | «Грозовой перевал»                                                       | Arashi ga oka                   | 嵐が丘                        | Wuthering Heights            | + сценарист                 |
| 1990-е годы                |                                                                          |                                 |                               |                              |                             |
| 1995                       | «Люмьер и компания» (документальный, Франция — Дания — Испания — Швеция) |                                 | Lumière et compagnie (фр.)    | Lumière and Company          | постановщик одной из новелл |
| 2000-е годы                |                                                                          |                                 |                               |                              |                             |
| 2002                       | «Женщины в зеркале»                                                      | Kagami no onnatachi             | 鏡の女たち                    | Women in the mirror          | + сценарист и монтажёр      |
| 2004                       | «Добро пожаловать в Сан-Паулу» (документальный, Бразилия)                |                                 | Bem-Vindo a São Paulo (порт.) | Welcome to São Paulo         | постановщик одной из новелл |